# Спид, Скотт
Скотт Э́ндрю Спид (англ. Scott Andrew Speed; род. 24 января 1983, Мантика, Калифорния) — американский автогонщик, участник чемпионата мира Формулы-1 в составе команды Toro Rosso в сезонах 2006 и 2007 годов.
После ухода из Ф1 дебютировал в гонках сток-каров — сериях ARCA Remax и NASCAR Craftsman Truck Series.

## Ранние годы
Карьера Спида началась в 10 лет с картинга, он выступал в нём с 1993 по 2001. В 2003 принял участие в Британской Формуле-3 после попадания в программу поддержки молодых пилотов Red Bull. В течение года он боролся с язвенным колитом, формой воспалительного заболевания кишечника, и в связи с этим вернулся в Штаты.
2004 год принёс два титула Спиду, который сначала выиграл Формулу-Рено 2000 Еврокубок и позднее Немецкую Формулу-Рено. И это несмотря на усилившийся колит и проведённую позднее операцию. Его успехи позволили ему принять участие в дебютном сезоне GP2 в 2005 в качестве напарника Кана Артама. Позднее Спид был представлен в качестве первого пилота команды, и завершил сезон третьим позади Нико Росберга и Хейкки Ковалайнена.
В конце 2005 Спид провёл три первых гонки в новой серии А1 Гран-при за команду США, его лучшим результатом стало четвёртое место в основной гонке на этапе в Эшториле.

## Формула-1

### 2005

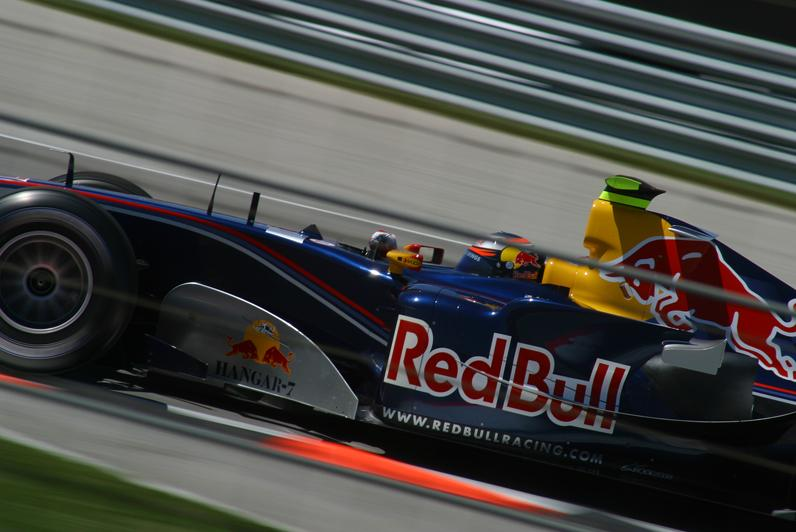
Спид в качестве третьего пилота Red Bull на Гран-при США 2005 года

В 2005 году на Гран-при Канады, Спид стал тест-пилотом Red Bull Racing; и стал первым американским пилотом Формулы-1 со времён ухода Майкла Андретти в 1993. Так же он принял участие в пятничных заездах на Гран-при США.
Вслед за покупкой Minardi, Red Bull Racing объявила о создании команды Scuderia Toro Rosso, а в качестве основных пилотов Спида и Витантонио Льюцци на сезон 2006.

### 2006
Его дебют состоялся на Гран-при Бахрейна, где он финишировал тринадцатым. Неделей спустя на Гран-при Малайзии он сошёл после 41 круга из-за проблем со сцеплением.
После Гран-при Австралии казалось что он набрал первое очко для Toro Rosso. Но ему дали штраф 25 секунд за обгон под жёлтыми флагами, что отбросило его на девятое место. Ему также пришлось заплатить $5000 за оскорбительные выражения после гонки, направленные Дэвиду Култхарду.
Завершил Гран-при Сан-Марино на 15-м месте. Неделю спустя, после прорыва на Гран-при Европы, финишировал 11-м. Сошёл на Гран-при Испании из-за проблем с мотором. В своём первом Гран-при Монако финишировал 13-м.

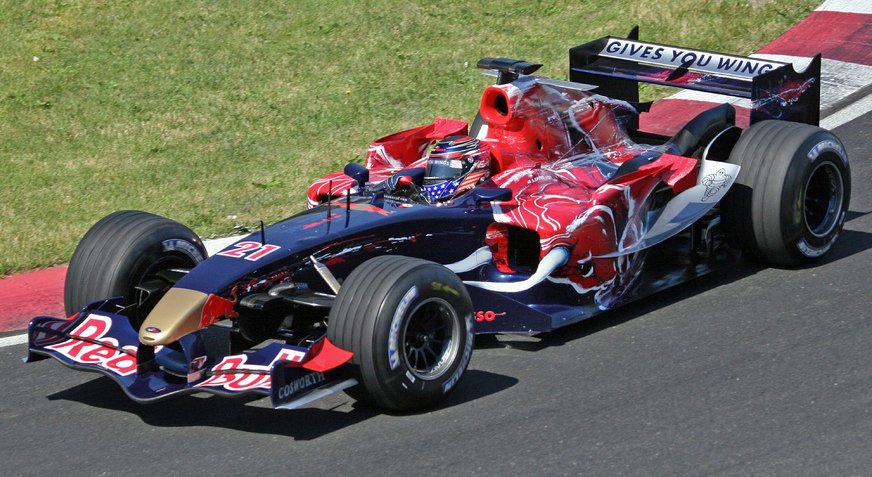
Спид на Гран-при Канады 2006 года

Сошёл с дистанции Гран-при Великобритании на первом круге после инцидента с Ральфом Шумахером. У Спида получился хороший прорыв на Гран-при Канады, и он в итоге финишировал 10-м.
В США он показал один из лучших своих квалификационных результатов — 13-е место, но сошёл уже на первом круге. Во втором повороте Хуан-Пабло Монтойя протаранил и закрутил своего напарника Кими Райкконена. Затем Монтойя врезался в Дженсона Баттона, а он врезался передними колёсами в задние колёса BMW Sauber Ника Хайдфельда, и Ник взмыл в воздух. Спид в итоге врезался в болид Райкконена. Никто из гонщиков не пострадал. Спиду не повезло, в то время как его напарник Льюцци финишировал восьмым и набрал для команды первое очко.
На Гран-при Франции он финишировал 10-м, вслед за Дэвидом Култхардом. Это были мужественные усилия со стороны Спида, который испытывал проблемы со спиной и дыханием, после аварии на пятничной практике. После аварии в первой части квалификации Гран-при Германии, Спид пробился на 12-е место. На Гран-при Венгрии он финишировал 11-м в четырёх кругах от лидера, но это было из-за сильно меняющихся погодных условий и дождя.
На Гран-при Турции Спид стартовал 18-м, но финишировал лишь 13-м из 15 классифицированных пилотов. На следующем этапе, в Италии, Спид квалифицировался на неплохом 15-м месте в домашней гонке Scuderia Toro Rosso, но в гонке разочаровал, отыграв всего лишь два места и финишировав на 13-й позиции.
На Гран-при Китая Спид показал лучший квалификационный результат в карьере — 11-е место на стартовой решётке, но на сырой трассе у его болида появились проблемы со сцеплением, и он откатился на четырнадцатое место. Следующим этапом стал Гран-при Японии, где Спид ужасно провёл квалификацию, показав всего лишь 19-е время. Но из-за проблем с рулевой колонкой за 5 кругов до конца гонки, Скотт сошёл в боксах. Тем не менее, он был классифицирован, так как прошёл 90 % гоночной дистанции.
На финальном этапе в Бразилии, Спид хорошо провёл гонку, финишировав 11-м при старте с 17-го места и 17 классифицированных болидах.
После множества слухов, 24 февраля 2007 года Scuderia Toro Rosso подтвердила, что Спид продолжит гоняться в сезоне 2007 Формулы-1. Его напарником остался Витантонио Льюцци.

### 2007

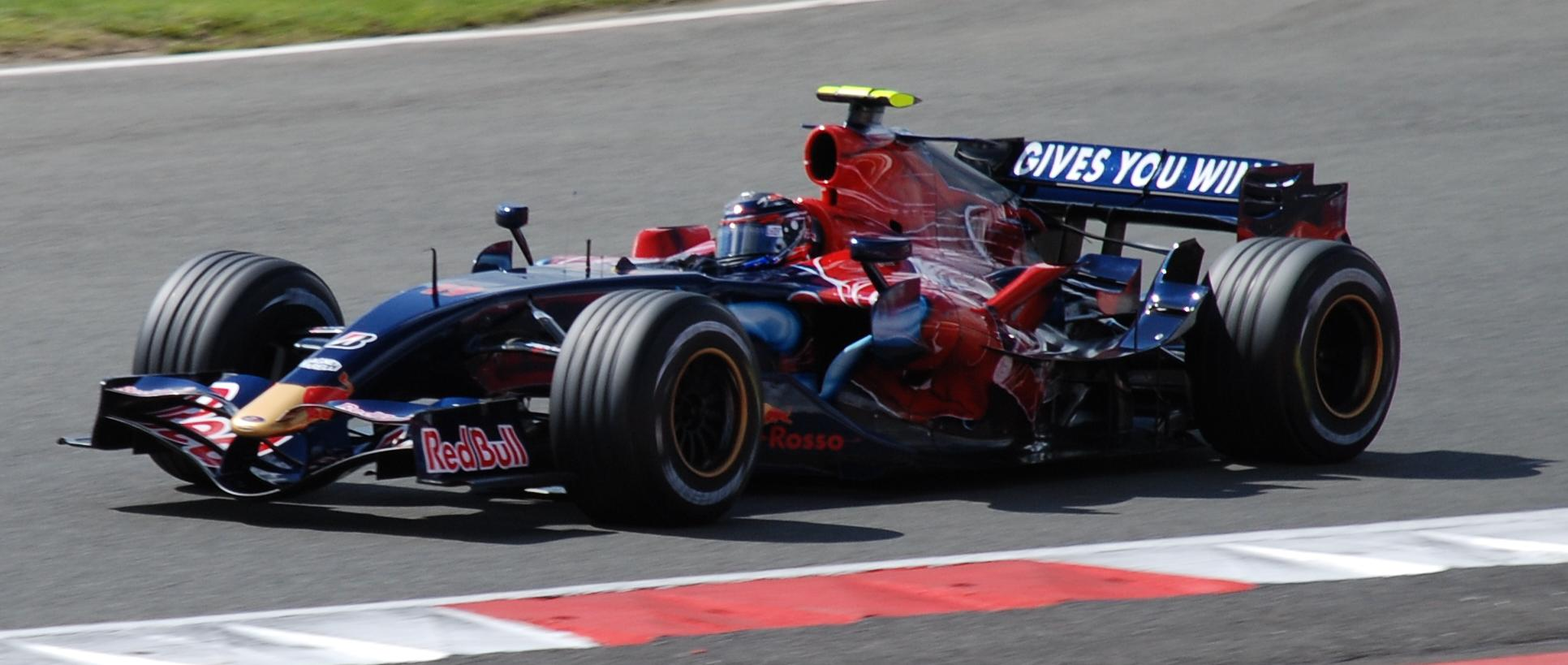
Спид за рулём STR2 на Гран-при Великобритании 2007 года

2007 сезон Спида стал большим разочарованием, во многом из-за технических проблем и аварий. У него было два серьёзных инцидента с Александром Вурцем — в Великобритании и Канаде. После разворота в дождевом Гран-при Европы он провёл последнюю гонку за команду. После гонки также сообщалось, что глава команды Франц Тост ударил Скотта, но сам Тост отрицал это. Спид также перешёл в словесную атаку, он сказал что команда хотела избавиться от него и от Льюцци. Выступление Спида за Toro Rosso в оставшейся части сезона вызывало большие сомнения. Казалось бы, сомнения рассеялись после предсезонных тестов и получения места в команде.
Тем не менее, перед Гран-при Венгрии было объявлено, что его заменит запасной пилот BMW Sauber Себастьян Феттель. Единственным лучом света в этом сезоне стало девятое место на Гран-при Монако.
31 июля 2007 Спид разоравал контракт со Scuderia Toro Rosso, и его заменил другой гонщик поддержки молодых пилотов Red Bull Себастьян Феттель. Феттель также принял участие, гоняясь за команду в 2008, а в 2009 году перешёл в основную команду Red Bull. Спид сказал, что дело было не в количестве денег. Несмотря на это, Спид сохранил хорошие отношения с Red Bull и сохранил позицию запасного пилота в Гран-при США 2008 года.

## Травма

### 2019
16 августа 2019 года американец, второй сезон весьма успешно выступающий в ралли-кроссе за команду Subaru, повредил позвоночник в ходе квалификации на этапе Nitro World Games в штате Юта. Причиной травмы стало излишне жёсткое приземление его машины после прыжка. Команда Subaru Motorsports USA, за которую выступает Спид, объявила, что гонщик не сможет принять участие в оставшихся этапах сезона.

## NASCAR

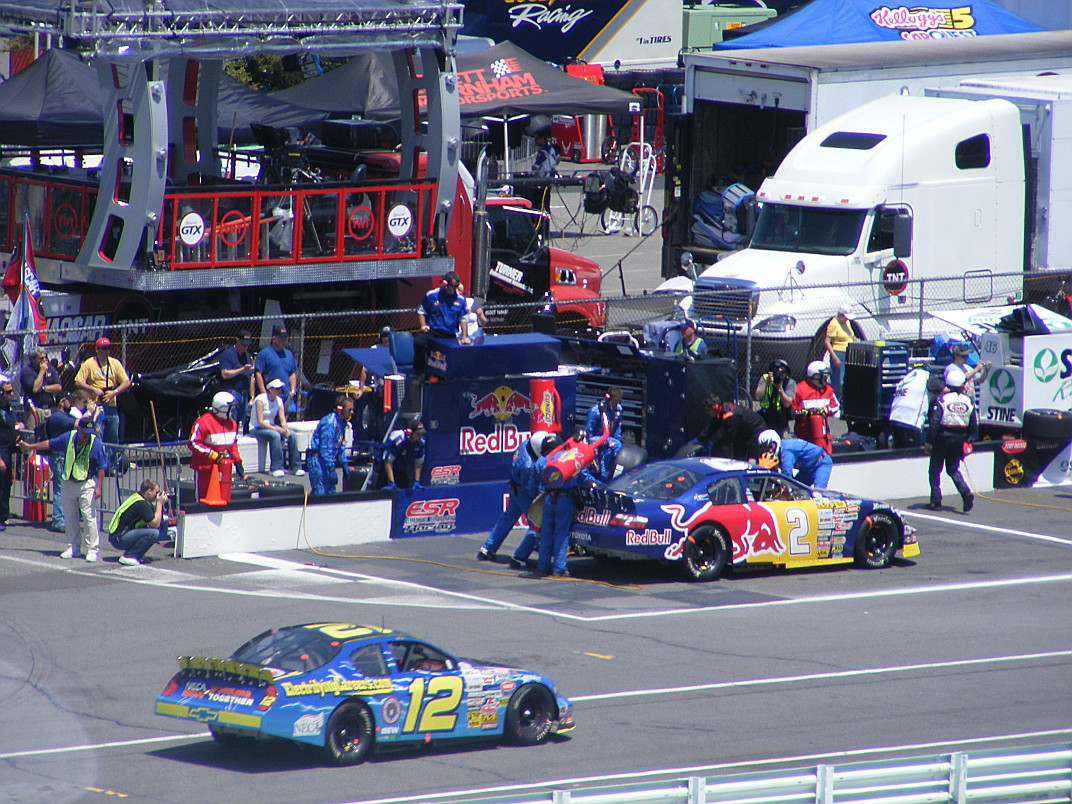
Скотт Спид на пит-стопе за рулём #2 Red Bull Toyota на трассе Поконо в 2008 Pocono 200.

## Результаты выступлений

### Гоночная карьера
| Сезон     | Серия                                  | Команда                                            | Гонки      | Поулы      | Победы     | Очки       | Место      |
| --------- | -------------------------------------- | -------------------------------------------------- | ---------- | ---------- | ---------- | ---------- | ---------- |
| 2002      | Formula Dodge National Championship    | ?                                                  | 11         | 5          | 2          | 135        | 3          |
| 2002      | Формула-Мазда                          | Doublefield Racing                                 | 4          | 2          | 1          | 218        | 18         |
| 2003      | Британская Формула-3                   | Alan Docking Racing                                | 14         | 0          | 0          | 3          | 23         |
| 2004      | Формула-Рено 2000 Еврокубок            | Motopark Academy                                   | 16         | 9          | 8          | 402        | 1          |
| 2004      | Формула-Рено 2000 германия             | Motopark Academy                                   | 14         | 3          | 4          | 293        | 1          |
| 2004      | Asian Formula Renault Challenge        | Shangsai FRD GT Tires Team                         | 2          | 1          | 1          | Н/Д*       | НКЛ*       |
| 2005      | Формула-1                              | Red Bull                                           | Тест-пилот | Тест-пилот | Тест-пилот | Тест-пилот | Тест-пилот |
| 2005      | GP2                                    | iSport International                               | 23         | 1          | 0          | 67.5       | 3          |
| 2005-06   | А1 Гран-при                            | США                                                | 6          | 0          | 0          | 23†        | 16†        |
| 2006      | Формула-1                              | Toro Rosso                                         | 18         | 0          | 0          | 0          | 20         |
| 2007      | Формула-1                              | Toro Rosso                                         | 10         | 0          | 0          | 0          | 21         |
| 2007      | ARCA RE/MAX Series                     | Eddie Sharp Racing                                 | 1          | 0          | 0          | 195        | Н/Д        |
| 2008      | ARCA RE/MAX Series                     | Eddie Sharp Racing                                 | 21         | 3          | 4          | 5150       | 5          |
| 2008      | NASCAR Craftsman Truck Series          | Bill Davis Racing                                  | 16         | 1          | 1          | 2058       | 21         |
| 2008      | NASCAR Sprint Cup Series               | Red Bull Racing Team                               | 5          | 0          | 0          | 366        | 55         |
| 2009      | NASCAR Sprint Cup Series               | Red Bull Racing Team NEMCO Motorsports             | 35         | 0          | 0          | 2690       | 35         |
| 2009      | NASCAR Nationwide Series               | Michael Waltrip Racing                             | 13         | 0          | 0          | 1591       | 34         |
| 2009      | Rolex Sports Car Series — DP           | Chip Ganassi Racing                                | 1          | 0          | 0          | 21         | 62         |
| 2010      | NASCAR Sprint Cup Series               | Red Bull Racing Team                               | 36         | 0          | 0          | 3178       | 30         |
| 2011      | NASCAR Sprint Cup Series               | Max Q Motorsports Whitney Motorsports              | 13         | 0          | 0          | 0          | 68†        |
| 2011      | NASCAR Nationwide Series               | Kevin Harvick Incorporated Key Motorsports         | 5          | 0          | 0          | 53         | 59         |
| 2011      | IndyCar Series                         | Dragon Racing                                      | 0          | 0          | 0          |            | НК         |
| 2012      | NASCAR Sprint Cup Series               | Means Racing Leavine Family Racing Go Green Racing | 17         | 0          | 0          | 124        | 42         |
| 2012      | NASCAR Nationwide Series               | Key Motorsports                                    | 11         | 0          | 0          | 0          | 140†       |
| 2013      | NASCAR Sprint Cup Series               | Leavine Family Racing                              | 14         | 0          | 0          | 99         | 41         |
| 2013      | Global RallyCross Championship         | Andretti Autosport                                 | 9          | -          | 2          | 94         | 5          |
| 2014      | Global RallyCross Championship         | Andretti Autosport                                 | 10         | -          | 3          | 344        | 3          |
| 2014      | Lamborghini Super Trofeo North America | Jota Corse                                         | 2          | 1          | 0          | 0          | НК†        |
| 2014/2015 | Формула Е                              | Andretti Autosport                                 | 4          | 0          | 0          | 18         | 15         |
| 2015      | Global RallyCross Championship         | Andretti Autosport                                 | 12         | -          | 2          | 456        | 1          |
| 2016      | Global RallyCross Championship         | Andretti Autosport                                 | 11         | -          | 4          | 571        | 1          |
| 2016      | Audi Sport TT Cup                      | Audi Sport                                         | 2          | 0          | 0          | 0          | НК†        |
| 2017      | Global RallyCross Championship         | Volkswagen Andretti Rallycross                     | 12         | -          | 4          | 826        | 1          |
| 2018      | Americas Rallycross Championship       | Volkswagen Andretti Rallycross                     | 4          | -          | 2          | 112        | 1          |
| 2019      | Americas Rallycross Championship       | Subaru Rally Team USA                              | 4          | -          | 1          | 100        | 6          |

* Не набирал очков, так как не провёл 75 % гоночной дистанции чемпионата.

† — Поскольку Спид был гостевым пилотом, он не мог получать очки.
‡ Включая очки, набранные другими гонщиками команды США.

### Результаты выступлений в GP2
| Легенда к таблице |                                                                    |
| --- | ------------------------------------------------------------------ |
| В таблице перечислены результаты всех Гран-при Формулы-1, в которых принимал участие гонщик. Строками таблицы являются сезоны, столбцами — этапы чемпионата мира. В каждой клетке указаны сокращённое название этапа и результат, дополнительно обозначенный цветом. Расшифровка обозначений и цветов представлена в нижеследующей таблице. |                                                                    |
| \| Пример \| Описание \| \| ------------ \| ------------------------------------------------------------------ \| \| 1 \| Победитель \| \| 2 \| Второе место \| \| 3 \| Третье место \| \| 5 \| Финишировал, заработав очки \| \| Сход \| Не финишировал, но при этом заработал очки \| \| 12 \| Финишировал, не получив очков \| \| НКЛ \| Финишировал, но не попал в финальную классификацию \| \| 15 \| Участвовал вне зачёта, либо по отдельной классификации \| \| 18 \| Не финишировал, но попал в финальную классификацию \| \| Сход \| Не финишировал \| \| НКВ \| Не прошёл квалификацию \| \| НПКВ \| Не прошёл предквалификацию \| \| ДСК \| Дисквалифицирован \| \| ИСК \| Исключён из протокола соревнований \| \| ТТ \| Заявлен для участия только в тренировках \| \| НС \| Участвовал в квалификации, но не стартовал в гонке \| \| Т \| Травмирован или болен \| \| ОТК \| Отказ от участия \| \| НТР \| Прибыл на соревнования, но на трассу не выезжал \| \| НПР \| Был заявлен в числе участников, но не прибыл к началу соревнований \| \| О \| Соревнования отменены \| \| \| Не участвовал \| \| Поул-позиция \| \| \| Быстрый круг \| \| |                                                                    |
| Пример | Описание                                                           |
| 1 | Победитель                                                         |
| 2 | Второе место                                                       |
| 3 | Третье место                                                       |
| 5 | Финишировал, заработав очки                                        |
| Сход | Не финишировал, но при этом заработал очки                         |
| 12 | Финишировал, не получив очков                                      |
| НКЛ | Финишировал, но не попал в финальную классификацию                 |
| 15 | Участвовал вне зачёта, либо по отдельной классификации             |
| 18 | Не финишировал, но попал в финальную классификацию                 |
| Сход | Не финишировал                                                     |
| НКВ | Не прошёл квалификацию                                             |
| НПКВ | Не прошёл предквалификацию                                         |
| ДСК | Дисквалифицирован                                                  |
| ИСК | Исключён из протокола соревнований                                 |
| ТТ | Заявлен для участия только в тренировках                           |
| НС | Участвовал в квалификации, но не стартовал в гонке                 |
| Т | Травмирован или болен                                              |
| ОТК | Отказ от участия                                                   |
| НТР | Прибыл на соревнования, но на трассу не выезжал                    |
| НПР | Был заявлен в числе участников, но не прибыл к началу соревнований |
| О | Соревнования отменены                                              |
| | Не участвовал                                                      |
| Поул-позиция |                                                                    |
| Быстрый круг |                                                                    |

| Год  | Команда              | 1       | 2          | 3       | 4       | 5       | 6        | 7        | 8        | 9        | 10      | 11    | 12      | 13      | 14         | 15       | 16      | 17      | 18         | 19       | 20      | 21      | 22         | 23       | ЛЗ | Очки |
| ---- | -------------------- | ------- | ---------- | ------- | ------- | ------- | -------- | -------- | -------- | -------- | ------- | ----- | ------- | ------- | ---------- | -------- | ------- | ------- | ---------- | -------- | ------- | ------- | ---------- | -------- | -- | ---- |
| 2005 | iSport International | САН 1 3 | САН 2 Сход | ИСП 1 2 | ИСП 2 3 | МОН 1 4 | ЕВР 1 16 | ЕВР 2 12 | ФРА 1 15 | ФРА 2 18 | ВЕЛ 1 4 | ВЕЛ 2 | ГЕР 1 4 | ГЕР 2 3 | ВЕН 1 Сход | ВЕН 2 19 | ТУЦ 1 5 | ТУЦ 2 4 | ИТА 1 Сход | ИТА 2 15 | БЕЛ 1 4 | БЕЛ 2 4 | БАХ 1 Сход | БАХ 2 19 | 3  | 67.5 |

### Результаты выступлений в Формуле-1
| Легенда к таблице |                                                                    |
| --- | ------------------------------------------------------------------ |
| В таблице перечислены результаты всех Гран-при Формулы-1, в которых принимал участие гонщик. Строками таблицы являются сезоны, столбцами — этапы чемпионата мира. В каждой клетке указаны сокращённое название этапа и результат, дополнительно обозначенный цветом. Расшифровка обозначений и цветов представлена в нижеследующей таблице. |                                                                    |
| \| Пример \| Описание \| \| ------------ \| ------------------------------------------------------------------ \| \| 1 \| Победитель \| \| 2 \| Второе место \| \| 3 \| Третье место \| \| 5 \| Финишировал, заработав очки \| \| Сход \| Не финишировал, но при этом заработал очки \| \| 12 \| Финишировал, не получив очков \| \| НКЛ \| Финишировал, но не попал в финальную классификацию \| \| 15 \| Участвовал вне зачёта, либо по отдельной классификации \| \| 18 \| Не финишировал, но попал в финальную классификацию \| \| Сход \| Не финишировал \| \| НКВ \| Не прошёл квалификацию \| \| НПКВ \| Не прошёл предквалификацию \| \| ДСК \| Дисквалифицирован \| \| ИСК \| Исключён из протокола соревнований \| \| ТТ \| Заявлен для участия только в тренировках \| \| НС \| Участвовал в квалификации, но не стартовал в гонке \| \| Т \| Травмирован или болен \| \| ОТК \| Отказ от участия \| \| НТР \| Прибыл на соревнования, но на трассу не выезжал \| \| НПР \| Был заявлен в числе участников, но не прибыл к началу соревнований \| \| О \| Соревнования отменены \| \| \| Не участвовал \| \| Поул-позиция \| \| \| Быстрый круг \| \| |                                                                    |
| Пример | Описание                                                           |
| 1 | Победитель                                                         |
| 2 | Второе место                                                       |
| 3 | Третье место                                                       |
| 5 | Финишировал, заработав очки                                        |
| Сход | Не финишировал, но при этом заработал очки                         |
| 12 | Финишировал, не получив очков                                      |
| НКЛ | Финишировал, но не попал в финальную классификацию                 |
| 15 | Участвовал вне зачёта, либо по отдельной классификации             |
| 18 | Не финишировал, но попал в финальную классификацию                 |
| Сход | Не финишировал                                                     |
| НКВ | Не прошёл квалификацию                                             |
| НПКВ | Не прошёл предквалификацию                                         |
| ДСК | Дисквалифицирован                                                  |
| ИСК | Исключён из протокола соревнований                                 |
| ТТ | Заявлен для участия только в тренировках                           |
| НС | Участвовал в квалификации, но не стартовал в гонке                 |
| Т | Травмирован или болен                                              |
| ОТК | Отказ от участия                                                   |
| НТР | Прибыл на соревнования, но на трассу не выезжал                    |
| НПР | Был заявлен в числе участников, но не прибыл к началу соревнований |
| О | Соревнования отменены                                              |
| | Не участвовал                                                      |
| Поул-позиция |                                                                    |
| Быстрый круг |                                                                    |

| Год  | Команда             | Шасси            | Двигатель                 | 1        | 2        | 3        | 4        | 5      | 6        | 7      | 8        | 9        | 10       | 11     | 12     | 13     | 14     | 15     | 16     | 17     | 18     | 19  | Место | Очки |
| ---- | ------------------- | ---------------- | ------------------------- | -------- | -------- | -------- | -------- | ------ | -------- | ------ | -------- | -------- | -------- | ------ | ------ | ------ | ------ | ------ | ------ | ------ | ------ | --- | ----- | ---- |
| 2005 | Red Bull Racing     | Red Bull RB1     | Cosworth TJ2005 3.0 V10   | АВС      | МАЛ      | БАХ      | САН      | ИСП    | МОН      | ЕВР    | КАН тест | США тест | ФРА      | ВЕЛ    | ГЕР    | ВЕН    | ТУР    | ИТА    | БЕЛ    | БРА    | ЯПО    | КИТ | НКЛ   | 0    |
| 2006 | Scuderia Toro Rosso | Toro Rosso STR01 | Cosworth TJ2005-2 3.0 V10 | БАХ 13   | МАЛ Сход | АВС 11   | САН 15   | ЕВР 11 | ИСП Сход | МОН 13 | ВЕЛ Сход | КАН 10   | США Сход | ФРА 10 | ГЕР 12 | ВЕН 11 | ТУР 13 | ИТА 13 | КИТ 14 | ЯПО 18 | БРА 11 |     | 20    | 0    |
| 2007 | Scuderia Toro Rosso | Toro Rosso STR02 | Ferrari 056 2.4 V8        | АВС Сход | МАЛ 14   | БАХ Сход | ИСП Сход | МОН 9  | КАН Сход | США 13 | ФРА Сход | ВЕЛ Сход | ЕВР Сход | ВЕН    | ТУР    | ИТА    | БЕЛ    | ЯПО    | КИТ    | БРА    |        |     | 21    | 0    |

## Личная жизнь
В данный момент Спид проживает в Шарлотт (Северная Каролина), где он живёт со своей супругой Амандой С. Мэттис.
Его брат Алекс выступает в картинговых чемпионатах Америки и уже три раза стал чемпионом.